# Nanny Cedercreutz
Ebba Louise Nanny Cedercreutz, född Lagerborg 19 mars 1866 i Cannes, död 8 december 1950 i Helsingfors, var en finlandssvensk friherrinna, författare, matematiker och fysiker.

## Biografi
Nanny Cedercreutz var dotter till ingenjören och politikern Alexander Wilhelm Lagerborg och Nanny Lagerborg, född Franzén, samt sondotter till landshövdingen Robert Wilhelm Lagerborg.
Cedercreutz bedrev matematiska och fysikaliska studier i Genève, vid Stockholms högskola och i Sorbonne, där hon 1890 avlade examen i matematik och blev licenciée ès sciences mathématiques som en av de första kvinnorna i världen. Samma år blev hon som andra kvinna i världen ledamot av Société mathématique de France.
Cedercreutz skrev delvis under pseudonymen Bengt Ivarson allmogeberättelser med stoff från Esbo och utgav dessutom naturskildringar och reseskisser samt ett antal diktsamlingar.

### Varia
- Études sur la variation des indices de réfraction et de la densité du sel gemme sous l'influence de la température par M:lle Nanny Lagerborg. Bihang till K.Sv.Vet.akad.handl. Bd 13 : Afdelning n:o 10. Stockholm. 1888. Libris 2497378
- Från alp och hav. Helsingfors: Söderström. 1914. Libris 1846214
- Vandringslust. Hfors. 1935. Libris 2976884
- Från olika tider : [Reseintryck från bygden hemma]. Helsingfors. 1948. Libris 2497379